# おもちゃの蝙蝠
『おもちゃの蝙蝠』(おもちゃのこうもり)は、佐藤春夫による短編童話。1922年(大正11年)2月、雑誌『童話』掲載。素朴なアニミズムに基づいた、寓話めいた話である。

## ストーリー
あるところに、一匹のおもちゃの蝙蝠がいた。それは、ゼンマイ仕掛けでパタパタと飛ぶように出来ていた。ある宵のこと、そのおもちゃの蝙蝠が、それを作った職人の店へ帰って来て言った。「天が高うてのぼれない」。
職人は『ゼンマイが弱かったかな』と思い、より強いゼンマイと取り替えてやった。蝙蝠は、帰って来た時の元気の無さとは比べものにならないほど、勢いよく夜空めがけ飛んで行った。

しかし次の日の夕方、蝙蝠は戻って来て言うのだった。「天が高くてのぼれない」。職人はまた、より強いゼンマイに取り替えてやった。
ところが翌日、蝙蝠はまた舞い戻って言うのだった。「天が高うてのぼられない」。職人は『なんとも手の焼ける蝙蝠だなあ』と思いながら仕方なく、ブリキの機関車に付いている一番強力なゼンマイと取り替えてやった。

次の日、蝙蝠は戻って来なかった。その次の日も、戻って来なかった。『今度こそ大丈夫、天までのぼっただろう』。職人がそう思っていると、三日目に、蝙蝠はまた戻って来て「天が高うてのぼられない」と言う。
職人はさすがにうんざりして、いまいましそうに言った。「もう取り替えてやろうにもゼンマイは無いのだ」。

それを聞き、おもちゃの蝙蝠は泣いた。「私」の所へやって来て、「何事も人頼みでは駄目だ。本当の蝙蝠になりたい」、そう言って泣いた。

## 備考
この物語は、内容的に幾通りもの解釈が可能であり、実際にいくつもの解釈が並立しているようである。例えば物語の主題が何なのか。蝙蝠の最後の台詞の通り「人頼みでは駄目で自分で努力しなければならない」という寓意なのか、あるいは「工業化への痛烈な風刺」なのか。「本当の蝙蝠になりたい」という言葉を、「偽者は本物にはかなわない」ととるか、「自分では何も出来ない者の悲しみ」ととるか。また、最後に「私」が唐突に登場することに、いかなる意味があるのかなど。

## 関連図書
- 『一冊で読む日本の名作童話』 小川義男編 小学館 ISBN 4093875308
- 『読んでおきたい名作 小学1年』 川島隆太監修 成美堂出版 ISBN 4415308147
- 絵本『おもちゃのこうもり』 佐藤春夫 著, 若林このみ 木版画 プリミティヴプランプレス ISBN 4938940558